# Het Capitool
Het Capitool was een Nederlands televisieprogramma, dat wekelijks op de zondagochtend werd uitgezonden van 1981 tot 1995. Er werd gediscussieerd over onderwerpen uit het nieuws uit binnen- en buitenland. Onder leiding van wisselende presentatoren discussieerden politici en prominenten in een sfeer- en stijlvolle ambiance in het theehuis 'Het Capitool' op het landgoed Schaep en Burgh in 's-Graveland. In het openingsshot glijdt het camerabeeld over de vijver, om vervolgens in te zoomen op het gebouwtje. Aanvankelijk ondersteund door het tweede deel van de Linzer symfonie van Mozart, later pianomuziek. Halverwege de jaren 1990 werden de opnames gemaakt in een studio. De laatste opname in 1995 werd echter wel weer opgenomen in het tuinhuis. Het programma is opgevolgd door het programma Buitenhof.

## Presentatoren
- Toos Faber
- Joop van Tijn
- Herman Wigbold
- W.L. Brugsma
- Maartje van Weegen
- Fred Verbakel
- Pieter de Vink
- Violet Falkenburg
- Paul Witteman
- Henk van Hoorn
- Charles Groenhuijsen